# Rohozec (Moravia meridionale)
Rohozec (in tedesco Rohosetz) è un comune della Repubblica Ceca facente parte del distretto di Brno-venkov, in Moravia Meridionale.